# جيرمين لوف
جيرمين لوف (بالإنجليزية: Jermaine Love)‏ مواليد 27 مارس 1989 في شيكاغو هايتس، هو لاعب كرة سلة أمريكي. بدأ مسيرته الاحترافية في سنة 2013. يحمل الرقم 6. يبلغ طوله 6 قدم 3 بوصة (1.9 م). لعب مع نادي ليتكابليس لكرة السلة ونادي نفيجيس لكرة السلة في الدوري الليتواني لكرة السلة.

## روابط خارجية
- جيرمين لوف على موقع كرة السلة الأوروبية.كوم (الإنجليزية)
- جيرمين لوف على موقع ريلجم (الإنجليزية)
- جيرمين لوف على موقع بروبوليرز (الإنجليزية)
- جيرمين لوف على موقع سبورتس رفرنس (الإنجليزية)